# 百万玫瑰花
百万玫瑰花（或称Миллион алых роз）是一首苏联流行歌曲，由莱蒙德·帕乌尔斯作曲，安德烈·安德烈耶维奇·沃兹涅先斯基作词，1981年以拉脱维亚语首演于拉脱维亚“麦克风”歌曲比赛。《百万玫瑰花》原是一首民间旧曲，由一位拉脱维亚诗人作词，词名《玛丽尼娅》，叙述了一位小姑娘的遭遇。1982年，该歌曲的俄语版本随阿拉·布伽乔娃的演唱而风靡全苏。在1989年第40回NHK紅白歌合戰上，加藤登紀子演唱了这首歌的日文版。
画家他终生孤独，忍受着风雪交加，
但是在他一生中，有过百万玫瑰花。——选自歌词末段，安德烈·安德烈耶维奇·沃兹涅先斯基，薛范译配